# Aleurocanthus spinithorax
Aleurocanthus spinithorax là một loài côn trùng cánh nửa trong họ Aleyrodidae, phân họ Aleyrodinae.
Aleurocanthus spinithorax được Dumbleton miêu tả khoa học đầu tiên năm 1961.